# Caleta Coppermine
La caleta Mina de Cobre (según Argentina) o caleta Coppermine (según Chile) es una ensenada situada al sur de la península Coppermine, en el extremo oeste de la isla Robert, en las islas Shetland del Sur, Antártida.
Es de origen volcánico y su entrada es amplia. En el extremo sureste de la caleta emerge el cerro Triplet.

## Historia y toponimia
Su nombre deriva de la existencia denunciada de minerales de cobre en las proximidades de la caleta, debido al color rojizo de las roca de toba volcánica en el área. El mismo fue colocado por los cazadores de focas en 1821, que frecuentaban la isla. Originalmente era aplicado en una bahía situada al sureste de la caleta, pero en años recientes fue modificado. El nombre fue traducido al castellano en la toponimia antártica de Argentina.

## Instalaciones
En su costa norte, la Armada de Chile instaló en 1949 el Refugio Luis Risopatrón (originalmente denominado Refugio Naval Coppermine), actualmente administrado por el Instituto Antártico Chileno.

## Reclamaciones territoriales
Argentina incluye a la caleta en el departamento Antártida Argentina dentro de la provincia de Tierra del Fuego, Antártida e Islas del Atlántico Sur; para Chile forma parte de la comuna Antártica de la provincia Antártica Chilena dentro de la Región de Magallanes y de la Antártica Chilena; y para el Reino Unido integra el Territorio Antártico Británico. Las tres reclamaciones están sujetas a las disposiciones del Tratado Antártico.
Nomenclatura de los países reclamantes: 
- Argentina: caleta Mina de Cobre[7][8]
- Chile: caleta Coppermine[9]
- Reino Unido: Coppermine Cove[5]